# Sphenomorphus beyeri
Sphenomorphus beyeri är en ödleart som beskrevs av  Taylor 1922. Sphenomorphus beyeri ingår i släktet Sphenomorphus och familjen skinkar. IUCN kategoriserar arten globalt som nära hotad. Inga underarter finns listade i Catalogue of Life.